# Нестеренко Юрій Валентинович
Юрій Валентинович Нестеренко (нар. 5 грудня 1946, Харків) — радянський і російський математик, доктор фізико-математичних наук (1987), член-кореспондент РАН. Фахівець у галузі теорії чисел. Основний науковий доробок присвячений питанням незалежності алгебри та трансцендентності чисел.

## Біографія
Народився у сім'ї інженерів. Відвідував математичний гурток при Харківському університеті. Середню школу закінчив зі срібною медаллю.
У 1969 році закінчив механіко-математичний факультет Московського університету. Його вчителем був А. Б. Шидловський, під керівництвом якого він захистив кандидатську дисертацію «Деякі властивості рішень лінійних диференціальних рівнянь та їх застосування в теорії трансцендентних чисел» у 1973 році. Докторську дисертацію захистив у 1987 році.
У 1997 році разом з Жилем Пезье був нагороджений премією Островського за доведення у 1996 році, що числа {\displaystyle \pi } і постійна Гельфонда {\displaystyle e^{\pi }} — алгебраїчно незалежні (те, що обидва числа трансцендентні, було доведено раніше). Фактично, він довів сильніший результат:
- Числа {\displaystyle \pi }, {\displaystyle e^{\pi }} (які використовуються в модулярних функціях) та {\displaystyle \Gamma (1/4)} є алгебраїчно незалежними над множиною раціональних чисел {\displaystyle \mathbb {Q} }.
- Числа {\displaystyle \pi }, {\displaystyle e^{\pi {\sqrt {3}}}} і {\displaystyle \Gamma (1/3)} алгебраїчно незалежні над {\displaystyle \mathbb {Q} }.
- Для всіх натуральних чисел n, числа {\displaystyle \pi } та {\displaystyle e^{\pi {\sqrt {n}}}} є алгебраїчно незалежними над {\displaystyle \mathbb {Q} }.

У 1997 році також нагороджений премією Островського та товариства Харді-Рамануджана (Індія), у 2003 — премією Гумбольдта, а у 2006 за роботи в області в теорії чисел — премією імені О. О. Маркова.
З 2003 року завідувач кафедри теорії чисел механіко-математичного факультету МДУ та членом-кореспондентом РАН.
Автор понад 75 наукових публікацій, 10 книг наукового, навчального та науково-популярного характеру.

## Публікації
- Nesterenko, Y. Modular Functions and Transcendence Problems // Comptes rendus de l'Académie des sciences[en] Série 1. — 1996. — Т. 322, № 10 (27 March). — С. 909—914.

## Книги
- Олехник С. Н., Нестеренко Ю. В., Потапов М. К.[ru]. Старинные занимательные задачи. — М. : Наука, Физматлит[ru], 1985. — 160 с.
- Олехник С. Н., Нестеренко Ю. В., Потапов М. К. Старинные занимательные задачи. — 2-е изд., испр. — М. : Наука, Физматлит, 1988. — 160 с. — 700000 прим. — ISBN 5-02-013759-6.
- Modular functions and transcendence questions, Sbornik Mat. 187, 1996, Heft 9, S. 1319—1348 (russisch, in der englischen Ausgabe S. 65-96)
- разом із N.I. Feldman: Number Theory IV: Transcendental numbers. (Encyclopaedia of Mathematical Sciences 44), Springer 1997, ISBN 978-3540614678
- разом із Patrice Phillipon (Herausgeber): Introduction to algebraic independence theory. Lecture Notes in Mathematics 1752, Springer 2001, ISBN 978-3540414964
- Нестеренко Ю. В. Теория чисел. Учебник для студентов высших учебных заведений. — М. : Академия, 2008. — 272 с. — ISBN 978-5-7695-4646-4. Архівовано листопад 1, 2019 на сайті Wayback Machine.

## Родина
Дружина — Тетяна Андріївна. Тесть — А. Б. Шидловський.